# Georg Kippels

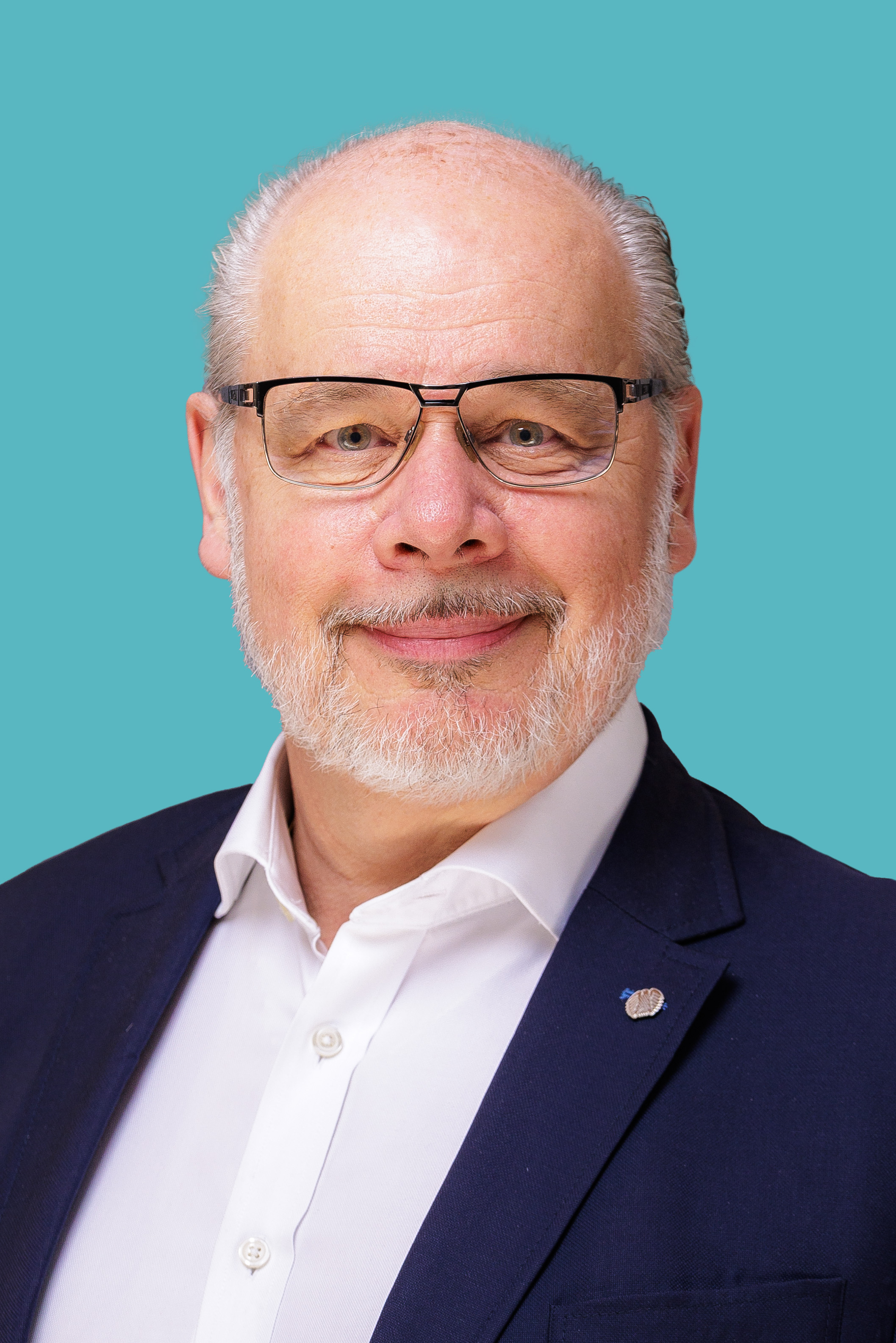
Georg Kippels (2025)

Georg Kippels (* 21. September 1959 in Bedburg) ist ein deutscher Politiker (CDU) und Rechtsanwalt. Er ist seit 2013 Mitglied des Deutschen Bundestages und seit 2025 Parlamentarischer Staatssekretär bei der Bundesministerin für Gesundheit. 

## Leben

### Ausbildung und Persönliches
Kippels absolvierte das Abitur am Silverberg-Gymnasium in Bedburg und leistete 1978/1979 den Wehrdienst ab. Ab 1979 studierte er Rechtswissenschaft an der Universität zu Köln, das Studium beendete er 1985 mit dem Ersten juristischen Staatsexamen in Köln. Im Jahr 1989 bestand er in Düsseldorf das Zweite juristische Staatsexamen und machte sich in Bedburg als Rechtsanwalt selbstständig. 1990 wurde er in Köln zum Dr. iur. promoviert.
Kippels ist verheiratet. Er ist römisch-katholischer Konfession.

### Parteilaufbahn
Seit 1980 ist Kippels Mitglied der CDU Deutschlands. In der Mittelstands- und Wirtschaftsvereinigung der CDU ist Kippels seit 1990 Mitglied. In Bedburg-Mitte ist er seit 1994 Stadtverordneter. Von 2000 bis 2020 war Kippels Ortsbürgermeister von Bedburg-Mitte. Vorsitzender der CDU-Ratsfraktion war er von 2003 bis zur Kommunalwahl im Jahre 2014. In der CDU Rhein-Erft ist er seit 2009 stellvertretender Kreisvorsitzender.
Von 2012 bis 2014 war Kippels stellvertretender Vorsitzender der CDU in Bedburg. Georg Kippels war von 1994 bis zum 30. November 2024 Mitglied des Bedburger Stadtrats. Am 30. November 2024 legte er sein Ratsmandat nieder, um sich auf seine Aufgaben als Bundestagsabgeordneter zu konzentrieren.

### Positionen
Im Bundestag stimmte Kippels 2017 dagegen, die Ehe für homosexuelle Paare zu öffnen.
Im Jahr 2021 sprach sich Kippels dagegen aus, Bürgern Vorschriften für ein klimafreundlicheres Leben zu machen. Sie lehnten Mehrbelastungen durch den Klimaschutz ab.

### Abgeordnetentätigkeit
Seit dem 22. Oktober 2013 ist Kippels Mitglied des Deutschen Bundestages. Er gewann bei seiner ersten Kandidatur mit 47,3 % der Erststimmen das Direktmandat im Bundestagswahlkreis Rhein-Erft-Kreis I. In der 18. Wahlperiode ab 2013 war er ordentliches Mitglied im Ausschuss für wirtschaftliche Zusammenarbeit und Entwicklung und wurde nach der Berufung von Jens Spahn zum parlamentarischen Staatssekretär im Bundesfinanzministerium im Jahr 2015 ordentliches Mitglied im Ausschuss für Gesundheit sowie im Ausschuss für Angelegenheiten der Europäischen Union. In der 19. Wahlperiode wurde er ordentliches Mitglied im Unterausschuss Globale Gesundheit. Zuvor war er dort stellvertretendes Mitglied, ebenso wie im Ausschuss für Angelegenheiten der Europäischen Union. In der 20. Legislatur wurde Kippels Obmann seiner Fraktion im Gesundheitsausschuss sowie Obmann und Sprecher der CDU/CSU-Bundestagsfraktion im Unterausschuss Globale Gesundheit.
Am 23. Februar 2025 wurde er zum vierten Mal als Direktkandidat des Rhein-Erft-Kreises I (WK 90) in den 21. Deutschen Bundestag gewählt.
Mit der Bildung des Kabinetts Merz wurde er am 7. Mai 2025 zum Parlamentarischen Staatssekretär bei der Bundesministerin für Gesundheit, Nina Warken (CDU), ernannt.

### Sonstiges Engagement
- ehrenamtlicher Vorstandsvorsitzender der Hilfsorganisation Help – Hilfe zur Selbsthilfe, seit 2020
- ehrenamtliches Mitglied des Parlamentarischen Beirates für Bevölkerung und Entwicklung, Deutsche Stiftung Weltbevölkerung (DSW), seit 2014
- Kuratoriumsmitglied des Instituts für europäische Partnerschaften und internationale Zusammenarbeit (IPZ)  seit 2014
- ehrenamtliches Mitglied des Parlamentarischen Beirats End Polio Now von Rotary International
- ehrenamtlicher Vorsitzender des Parlamentarischen Beirats gegen NTDs des Deutschen Netzwerks gegen vernachlässigte Tropenkrankheiten e.V.